# Stéphane Moreau (football)
Pour les articles homonymes, voir Stéphane Moreau et Moreau.
Stéphane Moreau, né le 1er janvier 1971 à Nantes, est un footballeur, qui évoluait au poste de défenseur. Il est actuellement entraîneur des U19 du FC Nantes depuis 2023.

## Biographie

### Joueur
Stéphane Moreau intègre le centre de formation du FC Nantes en 1984. En 1985 il termine troisième du Tournoi de Montaigu avec son club. Il fait alors partie d'une génération en devenir, avec Nicolas Ouédec, Patrice Loko, Stéphane Ziani et Reynald Pedros. À l'été 1989, il signe un contrat stagiaire avec son club formateur. Il dispute son premier match en Division 1 à l'âge de 20 ans, le 18 décembre 1991, contre le SM Caen : c'est son seul match en Division 1 cette saison-là.  Il est sélectionné en équipe de France militaire en 1993 et termine quatrième du mondial militaire au Maroc. Contrairement à ses camarades de formation, il tarde à trouver sa place dans l'équipe première du club, la faute notamment à de multiples blessures. Jusqu'à son départ du club, en 1995, il ne dispute que 35 matches parmi de Division 1. Il quitte le FC Nantes en 1995, après l'obtention du titre de champion de France, et signe au SM Caen, fraîchement relégué en Division 2. 
Au cours de la 1995-1996, il devient un titulaire à part entière au sein de l'équipe caennaise, et prend une part active à la remontée du club normand, agrémentée d'un titre de champion de France de Division 2. La saison suivante, il dispute 30 nouveaux matches en Division 1, mais ne peut empêcher le club caennais d'être à nouveau relégué. Il quitte le club caennais en 1998, après une saison à nouveau gâchée par des blessures, et signe en faveur du Stade lavallois.
Il dispute cinq saisons en Division 2 avec le club lavallois, avant d'arrêter sa carrière en 2003. 
Au cours de sa carrière, il aura disputé 212 matches de championnat, Division 1 et Division 2 confondues.

### Entraîneur
En mai 2002, à l'issue d'un stage au CTNFS Clairefontaine et d'une semaine d'examens, il obtient le BEES 2e degré spécifique, qui permet d'entraîner des clubs évoluant en CFA, CFA2 et DH. Il obtient ensuite son diplôme d'entraîneur de football (DEF). 
À l'issue de sa carrière de joueur, il retrouve le FC Nantes. Adjoint de Serge Le Dizet avec l'équipe réserve, il prépare à Clairefontaine le certificat de formateur, qui permet de diriger un centre de formation professionnel. Il en est diplômé en avril 2005. Il est nommé principal de l'équipe réserve en janvier 2005 puis entraîneur des 18 ans en 2008. Il est finaliste de la Coupe Gambardella en mai 2009.
En juin 2009, il devient le directeur du centre de formation du Stade lavallois. Il déclare vouloir favoriser l'intelligence de jeu et le jeu collectif, plutôt que les qualités athlétiques individuelles, à l'image de ce que Raynald Denoueix pratiquait au FC Nantes, et à l'image de ce que le FC Barcelone pratique de nos jours. Il entraîne l'équipe réserve de 2009 à 2012, puis les U17 de 2012 à 2019. Le 25 avril 2013, on apprend que son contrat est prolongé de deux ans. En 2017 et 2018, il est champion de son groupe de U17 nationaux. Lors de la phase finale du championnat, les jeunes Tango sont écartés en quarts par le Tours FC en 2017, puis par le Paris SG en 2018.
Après dix ans au Stade lavallois, il quitte le club à la fin de la saison 2018-2019, à la suite de la perte du statut professionnel. Il part après avoir formé Lindsay Rose, Serhou Guirassy, Nordi Mukiele, Oumar Solet, Bridge Ndilu.
Le 5 juillet 2019 il rejoint le Paris Saint-Germain ou il est responsable des U17.
Il quitte le Paris SG en juin 2023 pour prendre les rênes des U19 du FC Nantes, double champion de France en titre de cette catégorie.

## Clubs successifs

### Joueur
- 1984-1995 :  FC Nantes
- 1995-1998 :  SM Caen
- 1998-2003 :  Stade lavallois

### Entraîneur
- 2003-2008 :  FC Nantes (réserve)
- 2008-2009 :  FC Nantes (-18 ans)
- 2009-2019 :  Stade lavallois (directeur du centre de formation)
- 2019-2023 :  Paris Saint-Germain (-17 ans)
- 2023- :  FC Nantes (-19 ans)

## Palmarès de joueur
- Champion de France de Division 1 (1995) avec Nantes
- Champion de France de Division 2 (1996) avec Caen

## Palmarès d'entraîneur
- Finaliste de la Coupe Gambardella : 2009
- 2017 et 2018 : Champion du groupe F du Championnat national U17.

## Engagements syndicaux
De 2000 à 2003 Stéphane Moreau est délégué syndical de l'UNFP au sein du Stade lavallois,.